# Tom Clancy’s Ghost Recon: Shadow Wars
Tom Clancy’s Ghost Recon: Shadow Wars это пошаговая тактическая RPG компьютерная игра для Nintendo 3DS которая была разработана Ubisoft Sofia Studio под творческим руководством Джулиана Голлопа. Игра является частью серии Ghost Recon из игр Тома Клэнси. Первые изображения игры просочились на IGN в декабре 2010 года. Игра была издана 25 марта 2011 года как стартовая для новой консоли Nintendo.

## Игровой процесс

### Пошаговая тактическая система
Игровая система и интерфейс будут знакомы для игроков Advance Wars and Fire Emblem, но с некоторыми значительными изменениями. В частности, высота и покрытие играют критическую тактическую роль. Система 'огневой поддержки' также делает боевую систему своеобразной.

### Ролевые элементы
Выполнение заданий в миссиях дает игроку очки которые могут быть использованы для усовершенствования ранга каждого юнита. Юниты имеют определенное дерево развития, с каждым новым уровнем представляющее смесь Хит Пойнт(HP) бонусов, новых способностей и альтернативной экипировки. Игроки выбирают какие очки потратить на каждого Юнита.

### Режимы игры
Режим Кампания: Одиночная кампания включает в себя 37 миссий с общим временем игры примерно 35-45 часов, в зависимости от выбранного уровня сложности. Игрок управляет командой до шести Призраков в течение кампании, основанной на истории, повышает их уровень и совершенствует их инвентарь по мере развития истории.
Режим Перестрелка: 20 миссий перестрелок, которые являются отдельными миссиями с определенными командами и зонами высадки.
Режим Многопользовательский: 10 многопользовательских миссий, которые играются на одной и той же 3DS-консоли.

### Классы Персонажей
Диверсант: Диверсант (Дюк) экипирован автоматом и высокотехнологичной размещенной на плече ракетной установкой. Диверсант эффективен артиллерист, но очень мобилен. Они бывают двух типов — противотанковые или противопехотные.
Снайпер: Снайпер (Хайз) это специалист дальнего действия. У него есть выбор между тяжелой снайперской винтовкой, с хорошим пробиванием брони, или легкой снайперской винтовкой, которая дает большую мобильность. Его дополнительное вооружение включает на выбор либо AP либо EMP гранаты.
Стрелок: Стрелок (Ричтер) экипирован мощным автоматическим оружием с замечательным уроном и ответным огнем, но ограниченной маневренностью. У него есть на выбор гранаты для дополнительного вооружения.
Медик: Медик (Саффрон) имеет эффективные оружия персональной защиты и выбор аптечек, включающих 'стим-пак', которые могут заставить персонажей действовать снова, или 'ускоритель-пак', который обеспечивает очки силы.
Разведчик: Разведчик (Банши) экипирована специальной системой камуфляжа которая предотвращает любые направленные атаки против неё пока она не раскрыта соседними врагами. Она экипирована пистолетами с глушителями в качестве основного оружия, и на выбор EMP гранаты или нож в качестве дополнительного оружия.
Инженер: Инженер (Минт) экипирован автоматом в качестве основного оружия. Его дополнительная экипировка это либо развертываемая турель либо вооруженный, мобильный дрон. Он также может чинить технические средства и дронов.
В дополнение к этому есть юниты которые присоединяются к отряду игрока как часть рассказываемой истории и могут исполнять инструкции в течение миссий.

## Оценка
| Сводный рейтинг       | Сводный рейтинг |
| Агрегатор             | Оценка          |
| --------------------- | --------------- |
| GameRankings          | 78,88 %         |
| Metacritic            | 78/100          |
| Иноязычные издания    |                 |
| Издание               | Оценка          |
| Edge                  | 7/10            |
| Eurogamer             | 7/10            |
| GameSpot              | 8/10            |
| ONM                   | 80 %            |
| Русскоязычные издания |                 |
| Издание               | Оценка          |
| «Страна игр»          | 9 / 10          |

Обзоры игры в общем положительные. Игра набрала 78/100 баллов на MetaCritic. GameSpot оценил игру на 8 из 10 баллов, но назвал сюжет одномерным. Official Nintendo Magazine наградил игровой успех. Game Freaks 365 дали игре 8 из 10 баллов, отметив что «хардкорные фанаты серии будут без сомнения удивлены или встревожены обнаружив что Ghost Recon: Shadow Wars это вовсе не шутер», тем не менее, назвали её «крепкой пошаговой стратегией».
Страна Игр поставила игре 9 из 10: «Tom Clancy’s Ghost Recon: Shadow Wars показалась полноценной вехой в жанре: никто ещё не предлагал такой многослойной тактики при минимуме бойцов».